# 2012-es Western & Southern Open
A 2012-es Western & Southern Open (vagy 2012-es Cincinnati Masters) tenisztornát az Ohio állambeli Masonben rendezték meg 2012. augusztus 13. és 19. között. A férfiak számára ATP World Tour Masters 1000 kategóriájú esemény 111. kiadására került sor, a nők 84. alkalommal versenyeztek a 2012-ben Premier 5-ös besorolású tornán.

## Győztesek
A férfiak egyéni küzdelmét a világelső Roger Federer nyerte meg, a 80 percig tartó döntőben 6–0, 7–6(7)-ra felülmúlva a második kiemelt Novak Đokovićot. Federer az első játékos lett a nyílt érában, aki ötször tudott diadalmaskodni ezen a versenyen. A szezonban a nyolcadik döntőjéből a hatodik tornagyőzelmét szerezte meg, karrierje folyamán pedig a hetvenhatodikat. A svájci játékos egyben a huszonegyedik Masters-győzelmét aratta pályafutása során, ezzel utolérte az örökranglista első helyén álló Rafael Nadalt.
A nők versenyén a kínai Li Na diadalmaskodott, a döntőben 1–6, 1–3-as vesztésről fordítva 1–6, 6–3, 6–1-re győzte le a német Angelique Kerbert. A kínai játékos a hatodik egyéni tornagyőzelmét szerezte pályafutása során, az elsőt azóta, hogy 2011-ben megnyerte a Roland Garrost.
Párosban a férfiaknál a Robert Lindstedt–Horia Tecău-kettős győzött, a 67 percig tartó fináléban 6–4, 6–4-re legyőzve a Mahes Bhúpati–Róhan Bópanna-párost. A svéd-román duó a szezon során a negyedik tornagyőzelmét szerezte meg, ezt megelőzően Bukarestben, ’s-Hertogenboschban, valamint Båstadban tudott diadalmaskodni.
A női párosok versenyét az Andrea Hlaváčková–Lucie Hradecká-duó nyerte meg, a döntőben 6–1, 6–3-ra legyőzve a Katarina Srebotnik–Cseng Csie-kettőst. A két cseh játékos a kilencedik közös WTA-címét nyerte meg, összességében Hlaváčkovának a tizennegyedik, Hradeckának a tizenegyedik páros tornagyőzelme volt ez.

## Döntők

### Férfi egyes
Roger Federer –  Novak Đoković 6–0, 7–6(7)

### Női egyes
Li Na –  Angelique Kerber 1–6, 6–3, 6–1

### Férfi páros
Robert Lindstedt /  Horia Tecău –  Mahes Bhúpati /  Róhan Bópanna 6–4, 6–4

### Női páros
Andrea Hlaváčková /  Lucie Hradecká –  Katarina Srebotnik /  Cseng Csie 6–1, 6–3

## Világranglistapontok
| Eredmény           | Férfi egyes | Férfi páros | Női egyes | Női páros |
| ------------------ | ----------- | ----------- | --------- | --------- |
| Győzelem           | 1000        | 1000        | 900       | 900       |
| Döntő              | 600         | 600         | 620       | 620       |
| Elődöntő           | 360         | 360         | 395       | 395       |
| Negyeddöntő        | 180         | 180         | 225       | 225       |
| 16 között          | 90          | 90          | 125       | 125       |
| 32 között          | 45          | 0           | 70        | 1         |
| 64 között          | 10          | –           | 1         | –         |
| Főtáblára jutás    | 25          | –           | 30        | –         |
| Selejtező (döntő)  | 16          | –           | 20        | –         |
| Selejtező (1. kör) | 0           | –           | 1         | –         |

## Pénzdíjazás
A torna összdíjazása a férfiak számára 3 433 280, a nőknek 2 168 400 amerikai dollár volt.
| Eredmény           | Férfi egyes | Férfi páros | Női egyes | Női páros |
| ------------------ | ----------- | ----------- | --------- | --------- |
| Győzelem           | 535 600 $   | 165 860 $   | 385 000 $ | 110 000 $ |
| Döntő              | 262 610 $   | 81 200 $    | 192 000 $ | 55 000 $  |
| Elődöntő           | 132 165 $   | 40 730 $    | 96 100 $  | 27 525 $  |
| Negyeddöntő        | 67 205 $    | 20 910 $    | 45 750 $  | 13 850 $  |
| 16 között          | 34 900 $    | 10 800 $    | 22 060 $  | 7000 $    |
| 32 között          | 18 400 $    | 5700 $      | 11 300 $  | 3500 $    |
| 64 között          | 9935 $      | –           | 6100 $    | –         |
| Selejtező (döntő)  | 2290 $      | –           | 2050 $    | –         |
| Selejtező (1. kör) | 1165 $      | –           | 1080 $    | –         |